# 特克慎
特克慎（?—?），哈达纳喇氏，满洲正黄旗人，清朝政治人物。
特克慎是乾隆乙酉科舉人、己丑科進士。先后任军机章京、太仆寺少卿、方略館纂修等职，誥授朝議大夫、晉封光祿大夫。
特克慎之父国梁（榜名“纳国栋”）是乾隆二年丁巳科进士。妻赫舍里氏，翰林院侍讲肇敏之女，工部尚书赫奕孙女。特克慎的儿子玉麟是乾隆六十年乙卯科进士。